# Conirostrum rufum
Conirostrum rufum là một loài chim trong họ Thraupidae.